# Eli Elezra
Eliahu Ilan „Eli“ Elezra (hebräisch אלי אלעזרא; * 24. November 1960 in Jerusalem) ist ein professioneller amerikanisch-israelischer Pokerspieler. Er ist fünffacher Braceletgewinner der World Series of Poker und gewann einmal das Main Event der World Poker Tour. Elezra wurde 2019 als einer der 50 besten Spieler der Pokergeschichte genannt und 2021 in die Poker Hall of Fame aufgenommen.

## Persönliches
Elezra leitete in Israel ein Armee-Kommando. Dort zog er sich eine Beinverletzung zu. Während dieser Zeit lernte er das Pokerspiel. Bevor er Pokerprofi wurde, war er Inhaber des ersten Express-Foto-Geschäftes in den Vereinigten Staaten. Er lebt in Las Vegas.

## Pokerkarriere

### Werdegang
Elezra spielt vor allem Cash Games und spielte bei den ersten sechs Staffeln des Fernsehformats High Stakes Poker. Er zählt zu den besten Cash-Game-Spielern der Welt und ist aufgrund seiner äußerst aggressiven Spielweise bekannt. Der Amerikaner brachte es aber auch zu zahlreichen Geldplatzierungen bei der World Series of Poker (WSOP) am Las Vegas Strip. Im Juli 2004 gewann Elezra den Mirage Poker Showdown der World Poker Tour, was ihm einen Gewinn von über einer Million US-Dollar einbrachte. Bei der WSOP 2007 gewann er sein erstes Bracelet bei einem Turnier der Variante Stud. Er besiegte Scotty Nguyen im Heads-Up und gewann fast 200.000 US-Dollar. Im Vorfeld des Turnieres hatte er mit Barry Greenstein eine Wette abgeschlossen, die ihm durch seinen Sieg 250.000 US-Dollar einbrachte. 2013 gewann Elezra sein zweites Bracelet und knapp 175.000 US-Dollar im 2-7 Triple Draw Lowball im Heads-Up gegen Daniel Negreanu. Bei der WSOP 2015 folgte das dritte Bracelet nach dem Gewinn eines Events in Seven Card Stud mit rund 110.000 US-Dollar Siegprämie. Nachdem der Amerikaner bei der WSOP 2018 zwei Finaltische erreicht hatte, errang er 2019 sein viertes Bracelet mit dem Gewinn eines Turniers in der Variante Seven Card Stud. Während letzterer Turnierserie wurde er zudem im Rahmen der 50. Austragung der World Series of Poker als einer der 50 besten Spieler der Pokergeschichte genannt. Im Juni 2021 gewann Elezra bei den US Poker Open im Aria Resort & Casino am Las Vegas Strip ein Turnier in der gemischten Variante 8-Game mit einer Siegprämie von knapp 170.000 US-Dollar. Bei der WSOP 2021 belegte er bei der Poker Player’s Championship den mit knapp 300.000 US-Dollar dotierten vierten Platz. Mitte November 2021 wurde der Amerikaner in die Poker Hall of Fame aufgenommen. Bei der WSOP 2022, die erstmals im Bally’s Las Vegas und Paris Las Vegas ausgespielt wurde, gewann er bei der Pot-Limit Omaha Hi-Lo 8 or Better Championship sein fünftes Bracelet und den Hauptpreis von  über 600.000 US-Dollar.
Insgesamt hat sich Elezra mit Poker bei Live-Turnieren mehr als 5,5 Millionen US-Dollar erspielt.

### Braceletübersicht
Elezra kam bei der WSOP 78-mal ins Geld und gewann fünf Bracelets:
| Jahr | Buy-in (in $) | Turnier                                                   | Teilnehmer | Preisgeld (in $) |
| ---- | ------------- | --------------------------------------------------------- | ---------- | ---------------- |
| 2007 | 03.000        | Seven Card Stud High/Low                                  | 236        | 198.984          |
| 2013 | 02.500        | 2-7 Triple Draw Lowball (Limit)                           | 282        | 173.236          |
| 2015 | 01.500        | Seven Card Stud                                           | 327        | 112.591          |
| 2019 | 01.500        | Seven Card Stud                                           | 285        | 093.766          |
| 2022 | 10.000        | Pot-Limit Omaha Hi-Lo 8 or Better Championship (8-Handed) | 284        | 611.362          |